# سیلور لیک (شهرستان وایومینگ، نیویورک)
سیلور لیک (به انگلیسی: Silver Lake) یک منطقهٔ مسکونی در ایالات متحده آمریکا است که در نیویورک واقع شده‌است. سیلور لیک ۴۱۹٫۱۱ متر بالاتر از سطح دریا واقع شده‌است.